# Cedric Hardwicke
Pour les articles homonymes, voir Hardwicke.
Sir Cedric Hardwicke, né le 19 février 1893 et mort le 6 août 1964), est un acteur britannique.

## Biographie
Hardwicke est né dans le village de Lye (en), dans le Worcestershire en Angleterre, fils de Edwin Webster Hardwicke et Jessie (née Masterson). Il fut élève à l'école de Bridgnorth dans le Shropshire puis étudia à la Royal Academy of Dramatic Art. Il fit sa première apparition sur scène au Lyceum Theatre de Londres en 1912 dans le rôle de Frère John dans le mélodrame The Monk and the Woman de Frederick Melville. Cette même année, il fut aussi doublure au Her Majesty's Theatre et par la suite au Garrick Theatre dans la pièce Find the Woman de Charles Klein et Trust the People. En 1913, il rejoint la compagnie de Francis Robert Benson et tourne dans les colonies, en Afrique du Sud, et en Rhodésie. En 1914, il part en tournée avec Miss Darragh (Letitia Marion Dallas) dans la pièce de Laurence Irving, The Unwritten Law, et il apparaît à l'Old Vic en Malcolm dans Macbeth, en Tranio dans La Mégère apprivoisée, en fossoyeur dans Hamlet, etc.
De 1914 à 1921, il servit dans l'armée britannique en France. En janvier 1922, il rejoint la Compagnie du Répertoire de Birmingham. Il joua de nombreux rôles classiques sur scène, apparaissant dans les meilleurs théâtres de Londres, se faisant un nom avec les pièces de George Bernard Shaw, qui dit de lui qu'il était son cinquième acteur préféré après les quatre Marx Brothers. Hardwicke César et Cléopâtre, Pygmalion, The Apple Cart, Candida, Too True to Be Good, et Don Juan in Hell, produisant une telle impression qu'il deviendra le plus jeune acteur anobli en 1934 à l'âge de 41 ans. Ses autres succès de scène incluent The Amazing Dr. Clitterhouse, Antigone et A Majority of One, qui lui vaut une nomination au Tony Award pour son rôle de diplomate japonais.
Sa première apparition dans un film anglais a lieu en 1931. En 1939, il partira pour Hollywood afin d'entamer une nouvelle carrière tout en continuant la scène, notamment à New York.
En 1944, il revient en Angleterre, à nouveau en tournée, et retrouve la scène du Westminster Theatre à Londres le 29 mars 1945, dans le rôle de Richard Varwell dans la comédie Yellow Sands, puis part en tournée sur le continent. Il repart aux États-Unis en 1945 pour jouer en décembre avec Ethel Barrymore dans une nouvelle version du Pygmalion de Shaw. En 1951-1952, il joue à Broadway dans Don Juan in Hell avec Agnes Moorehead, Charles Boyer et Charles Laughton.
Malgré sa participation à de grands classiques du cinéma comme Les Misérables (1935), Les Mines du roi Salomon (1937), The Keys of the Kingdom (1944), The Winslow Boy (1948) et le Richard III de Laurence Olivier, Hardwicke est surtout connu pour son rôle du Roi Arthur dans la comédie musicale, Un Yankee à la cour du roi Arthur (1949), chantant We're Busy Doing Nothing en trio avec Bing Crosby et William Bendix et aussi pour son interprétation du pharaon Séthi Ier dans Les Dix Commandements de Cecil B. DeMille. Il interpréta également le Dr David Livingstone aux côtés de Spencer Tracy dans le rôle de Henry Morton Stanley dans le classique de 1939, Stanley and Livingstone. Et il fut mémorable en Frollo dans Quasimodo, avec Charles Laughton en Quasimodo.
Son fils est l'acteur Edward Hardwicke, qui joue le Docteur Watson à la télévision britannique dans les années 1980 et 1990.
En décembre 1935, Cedric Hardwicke fut élu conférencier à la Cambridge University pour 1936, et fut fait chevalier à l'occasion de la Liste des honneurs du Nouvel an de 1934.
Il meurt à 71 ans dans la ville de New York.

## Filmographie partielle
| - 1926 : Nelson de Walter Summers - 1931 : Dreyfus (en) de F. W. Kraemer Milton Rosmer - 1932 : Rome Express de Walter Forde - 1933 : Le Fantôme vivant (The Ghoul) de T. Hayes Hunter - 1934 : The Lady is Willing de Gilbert Miller - 1934 : Orders is Orders de Walter Forde - 1934 : Nell Gwyn (en) de Herbert Wilcox - 1935 : Les Misérables de Richard Boleslawski - 1935 : Becky Sharp de Rouben Mamoulian - 1936 : Les Mondes futurs (Things to Come) de William Cameron Menzies - 1936 : Peg of Old Drury de Herbert Wilcox - 1936 : Marie Tudor (Tudor Rose) de Robert Stevenson - 1937 : Green Light de Frank Borzage - 1937 : Les Mines du roi Salomon (King Solomon's Mines) de Robert Stevenson - 1939 : On Borrowed Time de Harold S. Bucquet - 1939 : Stanley et Livingstone (Stanley and Livingstone) de Henry King - 1939 : Quasimodo (The Hunchback of Notre Dame) de William Dieterle - 1940 : Le Retour de l'homme invisible de Joe May - 1940 : Tom Brown's Schooldays de Robert Stevenson - 1940 : Howard le révolté (The Howards of Virginia) de Frank Lloyd - 1940 : Passion sous les tropiques (Victory) de John Cromwell - 1941 : Crépuscule (Sundown) de Henry Hathaway - 1941 : Soupçons (Suspicion) de Alfred Hitchcock - 1942 : Le Fantôme de Frankenstein de Erle C. Kenton - 1942 : L'Agent invisible de Edwin L. Marin - 1942 : La Vallée du soleil (Valley of the Sun) de George Marshall - 1942 : Le commando frappe à l'aube (Commandos Strike at Dawn) de John Farrow - 1943 : Et la vie recommence de Edmund Goulding et Frank Lloyd - 1943 : La Nuit sans lune (The Moon Is Down) d'Irving Pichel - 1943 : La Croix de Lorraine (The Cross of Lorraine) de Tay Garnett - 1944 : Jack l'Éventreur (The Lodger) de John Brahm - 1944 : Le Président Wilson de Henry King - 1944 : Les Clés du royaume (The Keys of the Kingdom) de John M. Stahl - 1946 : Voyage sentimental (Sentimental Journey) de Walter Lang - 1946 : Amour tragique (Beware of Pity) de Maurice Elvey - 1947 : Des filles disparaissent (Lured) de Douglas Sirk | - 1947 : Le Crime de madame Lexton (Ivy) de Sam Wood - 1947 : Taïkoun (Tycoon) de Richard Wallace - 1947 : Nicholas Nickleby (en) d'Alberto Cavalcanti - 1948 : Tendresse (I remember Mama) de George Stevens - 1948 : Vengeance de femme (A Woman's Vengeance) de Zoltan Korda - 1948 : La Corde (Rope) d'Alfred Hitchcock - 1948 : Winslow contre le roi (The Winslow Boy) d'Anthony Asquith - 1949 : Un Yankee à la cour du roi Arthur (A Connecticut Yankee in King Arthur's Court) de Tay Garnett - 1950 : La Tour blanche (The White Tower), de Ted Tetzlaff - 1951 : Laisse-moi t'aimer (Mr. Imperium), de Don Hartman - 1951 : Le Renard du désert (The Desert Fox: The Story of Rommel) de Henry Hathaway - 1952 : Le Trésor des Caraïbes (Caribbean) d'Edward Ludwig - 1952 : Le Gantelet vert (The Green Glove) de Rudolph Maté - 1953 : Salome de William Dieterle - 1953 : Les Bagnards de Botany Bay (Botany Bay) de John Farrow - 1953 : La Guerre des mondes (commentateur) - 1955 : Richard III de Laurence Olivier - 1956 : Diane de Poitiers (Diane) de David Miller - 1956 : Hélène de Troie (Helen of Troy) de Robert Wise Raoul Walsh - 1956 : Gaby de Curtis Bernhardt : Monsieur Edgar Carrington - 1956 : Le Roi des vagabonds (The Vagabond King) de Michael Curtiz : Tristan - 1956 : Les Dix Commandements de Cecil B. DeMille - 1956 : Le Tour du monde en quatre-vingts jours (Around the World in Eighty Days) de Michael Anderson - 1957 : L'Histoire de l'humanité (The story of Mankind) de Irwin Allen - 1957 : Alfred Hitchcock présente (série télévisée) - Saison 2 épisode 33, A Man Greatly Beloved : Monsieur Anderson - 1962 : Cinq Semaines en ballon (Five Weeks in a Balloon) de Irwin Allen - 1963 : La Quatrième Dimension (The Twilight Zone) - Saison 5, épisode 8 Oncle Simon (Uncle Simon) de Don Siegel : Uncle Simon - 1964 : Le Mangeur de citrouilles (The Pumpkin Eater) de Jack Clayton |